# Chantal van Landeghem
Pour les articles homonymes, voir Van Landeghem.
Chantal van Landeghem, née le 5 mars 1994, est une nageuse canadienne.
Elle remporte la médaille de bronze du relais 4 × 100 mètres nage libre aux Jeux olympiques d'été de 2016 à Rio de Janeiro avec Sandrine Mainville, Taylor Ruck et Penny Oleksiak.

## Palmarès

### Championnats du monde

#### Grand bassin
- Championnats du monde 2015 à Kazan :
  -  Médaille de bronze du relais 4 × 100 m nage libre mixte
- Championnats du monde 2017 à Budapest :
  -  Médaille de bronze du relais 4 × 100 m nage libre mixte
  -  Médaille de bronze du relais 4 × 100 m quatre nages mixte (participe uniquement aux séries)